# Dolby Atmos

Logo Dolby Atmos

Dolby Atmos je označení pro technologii prostorového zvuku, kterou v roce 2012 představila americká firma Dolby Laboratories. Poprvé byla použita ve filmu Rebelka. Na rozdíl od svých předchůdců Dolby Digital nepoužívá Dolby Atmos předem definované zvukové kanály, ale je pouze jeden datový proud, který následně rozdělí až dekodér podle konkrétní konfigurace a prostoru. První hudební album ve formátu Dolby Atmos, deska Prometheus, Symphonia Ignis Divinus od skupiny Luca Turilli's Rhapsody, vyšlo 9. prosince 2016.
Pro použití tohoto formátu je třeba vlastnit přehrávač a reproduktory podporující Dolby Atmos, anebo jiné zařízení, které má již obojí integrováno v sobě. Samozřejmostí je i podpora tohoto formátu ze strany přehrávaného média.
Dolby Atmos je kompatibilní s Blu-ray a Ultra HD Blu-ray. 

## Technické parametry
Dolby Atmos se rendruje po 64 kanálech, tedy základní DA má 64 kanálů, druhý stupeň je teprve 128.
Kanály se dělí na pozadí (Beds) a objekty (Objects).
Dolby Atmos umožňuje zapojit až 64 reproduktorů v kině, na kterých lze v jedné chvíli přehrát 128 zvukových vstupů s bezztrátovou komprimací. Pro domácí kina je nutné mít alespoň 5.1.2 systém. Kromě 3 předních reproduktorů (levého, prostředního a pravého) a 2 zadních reproduktorů (levého a pravého) totiž disponuje i dvěma vrchními ve snaze vytvořit 360stupňový efekt. Atmos také umožňuje zapojení reproduktorů namířených na strop (tzv. upward-firing speakers), tudíž se zvuk nejprve odrazí od plochého stropu, než dojde k posluchači.
Díky procesu adaptivního renderování je zvuk jednodušší přijímat z vícero směrů.
Podstatou je prostorové kódování, ve kterém se zvukům nepřiřaďuje kanál či reproduktor, ale přímo místo v prostoru, ve kterém má zvuk zaznít, protože jsou interpretovány jako objekty. Čip pro zpracování Dolby Atmos poté dekóduje metadata, která byla zakódována s bitstreamem (konverze zvuku do digitální podoby – bitů a přenos této informace mezi zařízeními) obsahu (např. Blu-ray), přímo během přehrávání. Přiřazení prostoru daného zvuku pak zpracovává přijímač či procesor dle kanálu nebo nastavení přehrávacího zařízení.
Metadata tohoto formátu spadají pod Dolby TrueHD a Dolby Digital Plus formáty.
K dispozici je 128 zvukových stop, přičemž 10 z nich je dedikováno ambientním skupinovým stopám a středovému dialogu, tudíž pro zvukové objekty v každém bodě je dostupných 118 stop. 

## Výšková virtualizace Dolby Atmos
Pakliže v systému chybí výškové reproduktory, lze je nahradit výškovou virtualizací, která simuluje zvuky nad hlavou přes reproduktory ve výšce posluchače. K použití virtualizace je tedy možné využít i systémy 5.1 a 7.1.
Virtualizace probíhá za pomoci výškových filtrů, které jsou použity na horní zvuky v mixu předtím, než je rozmístěn do reproduktorů.